# Crisi di Abadan
La crisi di Abadan intercorse tra Regno Unito e Iran tra il 1951 e il 1954 dopo la nazionalizzazione da parte del governo iraniano dei beni della Anglo-Iranian Oil Company e delle raffinerie della città di Abadan.

## Storia
La nazionalizzazione dell'industria petrolifera iraniana fu disposta dal primo ministro nazionalista Mohammad Mossadeq che intendeva recuperare la sovranità sulla più importante risorsa naturale del Paese. La AIOC sfruttava il petrolio iraniano sulla base di una concessione rilasciata nel 1908 e rinnovata nel 1933, ma considerata iniqua dagli iraniani, che lamentavano anche le misere condizioni di lavoro del personale persiano dell'AIOC . 
Il Regno Unito rispose molto duramente sostenendo che la nazionalizzazione era illegale secondo il diritto internazionale e ricorse al Consiglio di sicurezza delle Nazioni Unite ed alla Corte internazionale di giustizia dell'Aja, che finirono tuttavia per riconoscere il diritto di Teheran ad agire. Al contempo, la Gran Bretagna intraprese un'intensa attività diplomatica che portò presto ad un boicottaggio mondiale del petrolio iraniano. I britannici ostacolarono il commercio estero e gli affari dell'Iran, esercitando contemporaneamente una pressione diplomatica sui loro alleati affinché facessero lo stesso. Gli USA, su richiesta britannica, rifiutarono di prestare denaro all'Iran fino alla risoluzione della disputa sul petrolio, mentre intraprendevano una loro azione per rafforzare l'embargo.

Mossadeq rispose con l'espulsione dei tecnici inglesi da Abadan prima (ottobre 1951) e con la rottura dei rapporti diplomatici con Londra poi (ottobre 1952). Gli inglesi pensarono anche ad un possibile intervento militare, ma furono bloccati dagli Stati Uniti che temevano un possibile intervento sovietico in base all'accordo di amicizia russo-persiano del 1921 ed il rischio dell'apertura di un nuovo fronte mentre erano impegnati nella guerra di Corea. Washington sollecitò a lungo affinché Iran ed Inghilterra trovassero un accordo di compromesso per la ripresa delle esportazioni petrolifere. Nonostante i successi diplomatici all'ONU ed all'Aja, a causa del blocco delle esportazioni di petrolio, l'Iran sperimentava infatti una grave crisi economica e politica e gli USA temevano che ciò aprisse la porta alla penetrazione sovietica.

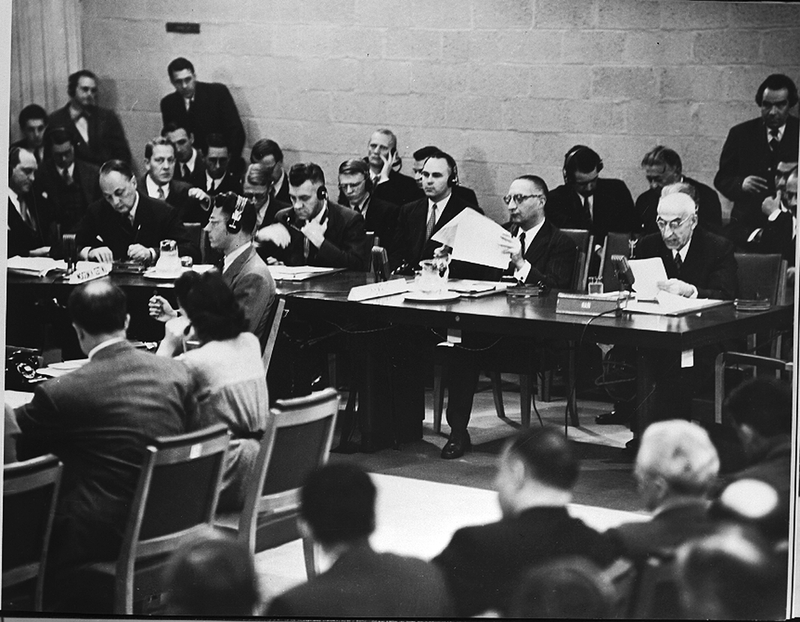
Mossadeq alle Nazioni Unite

Dopo aver destabilizzato l'economia iraniana, i britannici decisero di operare un colpo di Stato per rimuovere il nazionalista Mohammad Mossadeq dal governo e sostituirlo con un governo amico sostenuto dallo scià. La rottura delle relazioni diplomatiche rese tuttavia impossibile il prosieguo dell'operazione ed i servizi segreti britannici chiesero allora la collaborazione della Central Intelligence Agency. Dopo aver inutilmente tentato la via della ricerca di una soluzione di compromesso, con il cambio di amministrazione tra i presidenti Truman ed Eisenhower gli Stati Uniti decisero di appoggiare il piano inglese e di gestire direttamente l'operazione. L'azione, nota come operazione Ajax, ebbe luogo nell'estate del 1953.